# Xã Jersey, Quận Jersey, Illinois
Xã Jersey (tiếng Anh: Jersey Township) là một xã thuộc quận Jersey, tiểu bang Illinois, Hoa Kỳ. Năm 2010, dân số của xã này là 10.165 người.